# Ossalato ossidasi
La ossalato ossidasi è un enzima appartenente alla classe delle ossidoreduttasi, che catalizza la seguente reazione:
ossalato + O2 + 2 H+ ⇄ 2 CO2 + H2O2
Contiene Mn2+ come cofattore. L'enzima non è una flavoproteina.